# 뻐꾹채
뻐꾹채(Rhaponticum uniflorum)는 국화과에 속하는 여러해살이풀이다. 뻐꾹나물, 대화계라고도 부르기도 한다. 한국의 산중턱 이하 비탈진 곳의 건조한 풀밭에서 자생한다.

## 이름
뻐꾸기가 울면 그 소리를 듣고 피어나는 꽃이라 하여 ‘뻐꾹채’라고 불린다. 또 총포잎이 겹쳐진 모습이 마치 뻐꾸기의 앞가슴 깃털을 닮았기 때문에 이런 이름이 붙었다고도 한다.

## 특징
굵은 줄기가 땅속 깊이 들어 있으며, 줄기에는 거미줄 같은 흰 털이 밀생해 회백색으로 보인다. 잎은 피침처럼 생긴 타원형이나 가장자리가 깃모양으로 깊게 갈라져 어긋나고, 위로 올라갈수록 점차 작아진다. 줄기 끝에 지름 6-9cm의 큰 꽃이 곧게 핀다. 두상화서의 꽃은 반구형 갈색 총포에 의해 층층이 싸여 있다. 꽃은 늦봄 5월에 피기 시작해서 여름 7월까지 볼 수 있다. 진분홍 혹은 연자주색 꽃이 줄기 끝에 한 송이 피는 것 같으나, 실제로는 수많은 작은 꽃이 한데 몰려 머리 모양을 한 두상화서다.

## 용도
꽃이 크고 아름다워 관상가치가 높다. 주로 화단 식재용으로 이용된다. 꽃은 식용이 가능해 튀김을 하거나 음식 접시 장식용으로 쓰인다. 해열, 해독 효과가 있는 것으로 알려졌다.